# James H. Charlesworth
James Hamilton Charlesworth (St. Petersburg, 30 maggio 1940) è un biblista e storico delle religioni statunitense.

## Formazione e carriera
Dopo avere conseguito il bachelor of arts nel 1962 all'Università Wesleyana dell'Ohio, Charlesworth ha proseguito gli studi all'Università Duke, dove ha conseguito il Bachelor of Divinity nel 1965 e il Ph.D. in Nuovo Testamento nel 1967. Dopo il dottorato, ha seguito ulteriori corsi prima all'Università di Edimburgo e poi all'École biblique et archéologique française a Gerusalemme. Dal 1969 al 1984 ha lavorato all'Università Duke, inizialmente come assistente e dal 1975 come professore associato e direttore dell’International Center of Christian origins. Nel 1984 è diventato professore ordinario di Lingua e Letteratura del Nuovo Testamento al Seminario Teologico di Princeton, dove ha insegnato per 34 anni fino al suo ritiro avvenuto nel gennaio 2019. Oltre all'insegnamento, a Princeton ha svolto anche l'incarico di direttore del progetto sui manoscritti del Mar Morto. Gli studi di Charlesworth hanno riguardato principalmente i manoscritti del Mar Morto, i libri apocrifi ebrei e cristiani, gli scritti di Flavio Giuseppe e il Gesù storico. Nel corso della sua attività, Charlesworth ha scritto 75 libri e più di 500 articoli.
Charlesworth è divenuto diacono della Chiesa metodista nel 1963 e nel 1972 ha ricevuto l'ordinazione a Ministro. Nel 1965 ha sposato Jerrie Lynn Pittard, da cui ha avuto tre figli.

## Libri principali

### Come autore
- John and Qumran, Geoffrey Chapman, 1972
- The Pseudoepigrapha and modern research, Septuagint and cognate studies series, Scholar Press for the Society of Biblical Literature, 1976
- Old Testament Pseudepigrapha, Vol. 1 - Apocalyptic Literature and Testaments, Double Day & Company, 1983
- Old Testament Pseudepigrapha, Vol. 2 – Expansions of the Old Testament and Legends, Wisdom and Philosophical Literature, Double Day & Company, 1985
- The Historial Jesus:An Essential Guide, Abingdon press, 2008
- Con Michaele Medina (coautore), Walking Through the Land of the Bible: Historical 3-D Adventure, Magnes Press, Gerusalemme, 2014
- Jesus and Temple: Textual and Archaeological Explorations, Fortress Press, 2014

### Come curatore editoriale
- Con Loren Johns: Hillel and Jesus: comparative studies of two major religious leaders, Fortress Press, 1997
- The Tomb of Jesus and His Family? Exploring Ancient Jewish Tombs Near Jerusalem's Walls, Eerdmans, 2012
- Con Lee Martin McDonald e Blake A Jurgens: Sacra Scriptura: How "Non-Canonical" Texts Functioned in Early Judaism and Early Christianity, T & T Clark Jewish and Christian Texts Series, T & T Clark, 2014